# Лукино (Павловское сельское поселение)
Лукино — деревня в Каргопольском районе Архангельской области России. Входит в состав Павловского сельского поселения.

## История
В «Списке населенных мест Российской империи», изданном в 1879 году, населённый пункт упомянут как деревня Каргопольского уезда (1-го стана), при колодцах, расположенная в 7 верстах от уездного города Каргополь. В деревне насчитывалось 13 дворов и проживало 74 человека (33 мужчины и 41 женщина). Функционировала православная часовня.
По данным 1920 года имелось 23 хозяйства и проживало 112 человек (53 мужчины и 59 женщин). В административном отношении деревня входила в состав Волковского районного совета Павловской волости Каргопольского уезда Вологодской губернии.

## География
Деревня находится в юго-западной части Архангельской области, в южной зоне средней тайги, к северу от озера Лача, к югу от автодороги 11Р-002, на расстоянии примерно 4 километров (по прямой) к западу-юго-западу (WSW) от города Каргополя, административного центра района.

### Часовой пояс
Лукино, как и вся Архангельская область, находится в часовой зоне МСК (московское время). Смещение применяемого времени относительно UTC составляет +3:00.

## Население
| 2002 | 2010 | 2012 |
| ---- | ---- | ---- |
| 183  | ↘175 | ↗210 |

Национальный состав
Согласно результатам переписи 2002 года, в национальной структуре населения русские составляли 98 %.

## Улицы
Уличная сеть деревни состоит из четырёх улиц.